# Suspiros del corazón
Suspiros del corazón és una pel·lícula argentina-espanyola dirigida per Enrique Gabriel que es va filmar en Buenos Aires durant 2006. És protagonitzada per Roger Coma, María Dupláa i Alejandro Awada.

## Sinopsi
A Fernando Valbuena de Montijos (Roger Coma), un jove empresari espanyol, maco i milionari, establert a Buenos Aires, una revisteta de fotonovel·les titulada titulada Suspiros del Corazónli encerta l'horòscop de manera sorprenent. Malgrat no creure en l'atzar, Fernando voldrà conèixer a qualsevol preu les seves prediccions astrals del mes següent, perquè està a punt de prendre una important decisió de negocis. Però Suspiros del Corazón no es ven als quioscos de premsa i ningú la coneix, per la qual cosa Fernando opta per desplaçar-se fins a l'editorial, a l'interior de l'Argentina. L'"editorial" la conformen tres excèntrics ancians, utòpics lliurepensadors i a contra corrent de qualsevol moda o tendència. Al costat de Libertad, Igualdad i Fraternidad (les filles de Manolo, el director) es proposen una obra cultural sense fins de lucre, adaptant a fotonovel·les els clàssics de la literatura universal. Catapultat enmig d'aquell ambient de delirants passats de moda, amb la condició que la revista es publiqui i així poder llegir el seu horòscop a temps, Fernando accepta convertir-se en un actor de fotonovel·la.
Les coses es compliquen amb l'aparició de Retortillo (Salvador Sanz II), el seu competidor en els negocis. Per a escapar a una suposada persecució que només existeix en la fantasia dels tres ancians, Fernando accedeix a amagar-se en una illa secreta en companyia de Fraty (María Dupláa), la filla menor del Manolo (Osvaldo Bonet), el director de la revista. En l'agresta solitud d'aquell lloc, Fernando i Fraty viuen un apassionat idil·li. Però el romanç es trenca bruscament quan Fernando revela a Fraty la seva veritable identitat i els motius de la seva presència entre ells. Fernando haurà d'obrar de manera imprevista per a recuperar el seu amor.. Suspiros del corazón és una comèdia romàntic-absurda entorn de les utopies, les prediccions astrals, els diners i l'amor.

## Repartiment
- Roger Coma... Fernando Valbuena de Montijos
- María Dupláa... Fraty
- Alejandro Awada... Escriptor
- Osvaldo Bonet... Manolo
- Henny Trailes... Sarita
- Eduardo Wiguntow ... Tío Sammy
- Salvador Sanz II ... Retortillo
- Ana María Castel ... Chela
- Daniela Bocassi ... Liber
- Mariela Domínguez ... Igu
- Nicolás Gabriel ... Nicolás
- Roberto Enríquez
- Nicolás Condito... Matías
- Horacio Denner... Mestre de cerimònies
- Lalo Chado ... Rubén Darío
- Martín Marañon ... Víctor Hugo

## Nominacions i premis
Va guanyar el premi del jurat a la millor pel·lícula i a la millor banda sonora al Festival de Cinema Llatinoamericà de Trieste del 2008.